# Alexandre Gomes de Argolo Ferrão
Alexandre Gomes de Argolo Ferrão, primeiro e único barão de Cajaíba, (São Francisco do Conde, 1800 – 10 de maio de 1870) foi um militar brasileiro.
Pai de Alexandre Gomes de Argolo Ferrão Filho, visconde de Itaparica.
Participou dos combates contra os portugueses na Independência da Bahia, iniciada antes mesmo da Independência do Brasil, comandando um batalhão de caçadores na batalha de Pirajá.
Em 1837, durante a Sabinada, já tenente-coronel, comandou as forças legais da Brigada Pernambucana que debelaram o movimento. Depois lutou na Guerra dos Farrapos.
Foi vice-presidente da Província da Bahia durante vinte anos e presidente da província em 1865. Terminou sua carreira militar como marechal.
Era dono do Engenho de Cajaíba, situado na ilha de mesmo nome. Proprietário de escravos, tinha fama de cruel.
Há relatos que um dia um visitante comentou como os seios de uma escrava eram bonitos. Então, para agradar a pessoa, o Barão, ao fim de uma refeição, presenteou o cidadão com os seios em uma bandeja.

## Ligação externa
- Arquivo Nobiliárquico Brasileiro
- SOVERAL, Manuel Abranches de - «Argollo Uma família brasileira de 1500»